# Marek Čech (Fußballspieler, 1976)
Marek Čech (* 8. April 1976 in Ostrava) ist ein ehemaliger tschechischer Fußballspieler auf der Position eines Torwarts.

## Spielerkarriere
Marek Čech kam schon sehr früh mit dem Fußball in Berührung. Sein Vater Oldřich Čech war Torwart beim Viertligisten Slavia Orlová und nahm ihn nicht nur zu Heim-, sondern auch zu Auswärtsspielen mit. Im gleichen Verein und auf der gleichen Position begann Marek Čech mit acht Jahren seine Karriere. 1990 wechselte er zu Baník Ostrava, wo er den Übergang von den Junioren in die Herrenmannschaft allerdings nicht schaffte. Mit 18 Jahren bekam er einen Vertrag als Platzwart mit einem minimalen Gehalt und spielte für die B-Mannschaft in der dritten Liga. Er absolvierte 1996 seinen Wehrdienst bei VTJ Hranice, anschließend wurde an die Zweitligisten VP Frýdek-Místek, NH Ostrava und Fotbal Třinec ausgeliehen.
In Frýdek-Místek saß er auf der Ersatzbank, erst bei NH Ostrava spielte er regelmäßig. Nach dem Konkurs des Vereins wechselte Čech innerhalb der Liga nach Třinec. Im Frühjahr 2001 wurde er überraschend vom slowakischen Erstligist MŠK Žilina verpflichtet, war dort aber nur die Nummer zwei. In der Meistersaison 2001/02 kam er auf acht Einsätze.
In der Saison 2002/03 wurde er kurzzeitig an seinen ehemaligen Verein Fotbal Třinec ausgeliehen. Anschließend wechselte er zu Spartak Trnava, wo er unangefochten Stammtorwart war und gute Leistungen bot. 2004 wurde er vom tschechischen Erstligisten Slovan Liberec verpflichtet, wobei die tschechische Sporttageszeitung Deník Sport fälschlicherweise schrieb, Marek Čech sei ein Slowake. In der Folgezeit glaubte die tschechische Öffentlichkeit, Čech sei Staatsbürger des Nachbarlandes, auch im Fernsehen wurde er als Slowake bezeichnet.
In Liberec saß Čech zunächst auf der Bank, erst nachdem Zbyněk Hauzr nach einem Platzverweis gesperrt worden war, debütierte er am 13. Spieltag am 15. November 2004 in der Gambrinus-Liga. In den nächsten Jahren gab Čech den Stammplatz nicht mehr ab und entwickelte sich zu einem der besten Torhüter der Liga. 2006 blieb er 720 Spielminuten ohne Gegentor. Am 15. November 2006 debütierte er beim 1:1 gegen Dänemark in der Tschechischen Nationalmannschaft. Dort ist er Anfang 2007 hinter Petr Čech und Jaromír Blažek die Nummer drei.
Am 5. Januar 2007 unterschrieb er einen Zweijahresvertrag beim russischen Erstligisten Lutsch-Energija Wladiwostok. Die Ablösesumme wurde nicht veröffentlicht, lag aber laut der Tageszeitung Deník Sport, die sich auf russische Medien berief, bei rund 12 Millionen Kronen.
Ende August 2008 wechselte Čech zu Lokomotive Moskau. Mitte der Saison 2008/09 verlor er dort jedoch seinen Stammplatz und wurde in der Folgesaison nur noch einmal im Pokal eingesetzt. Zu Beginn der Saison 2010/11 wechselte er ablösefrei zu Schemtschuschina Sotschi, wo er 19 Spiele absolvierte, bevor er in der darauffolgenden Saison zu Viktoria Pilsen wechselte. Ein Jahr später zog es ihn zu Sparta Prag. Dort konnte er mit der Mannschaft als Ersatztorhüter 2014 die tschechische Meisterschaft sowie den Pokal gewinnen. Von Sommer 2014 an war er bis zum Jahresende noch in Indien als Ersatztorhüter beim Delhi Dynamos FC aktiv, ehe er seine Profikarriere beendete.

## Trainerkarriere
Nach Ende seiner Spielerkarriere wurde Čech im Sommer 2015 Torwarttrainer bei seinem ehemaligen Verein MFK Frýdek-Místek in der zweiten tschechischen Liga. Anfang 2018 wechselte er in gleicher Funktion in das Trainerteam des Erstligisten Slovan Liberec.

## Privatleben
Marek Čech ist verheiratet und hat einen Sohn. Er ist nicht verwandt mit Petr Čech.

## Erfolge
- Slowakischer Meister: 2002
- Tschechischer Meister: 2006, 2014
- Tschechischer Pokalsieger: 2014